# نوونیکولایفسکویه (باشقیرستان)
نوونیکولایفسکویه (انگلیسی: Novonikolayevskoye, Republic of Bashkortostan) یک شهرک در شهرستان کوگارچینسکی جمهوری باشقیرستان در کشور روسیه است.